# Acrolophia micrantha
Acrolophia micrantha là một loài thực vật có hoa trong họ Lan. Loài này được (Lindl.) Pfitzer mô tả khoa học đầu tiên năm 1887.